# Francesco-Venezze-Konservatorium
Das Staatliche Musikkonservatorium „Francesco Venezze“ ist eine italienische Hochschule für Musik mit Sitz in Rovigo.

## Geburt und Ursprünge

### Herkunft

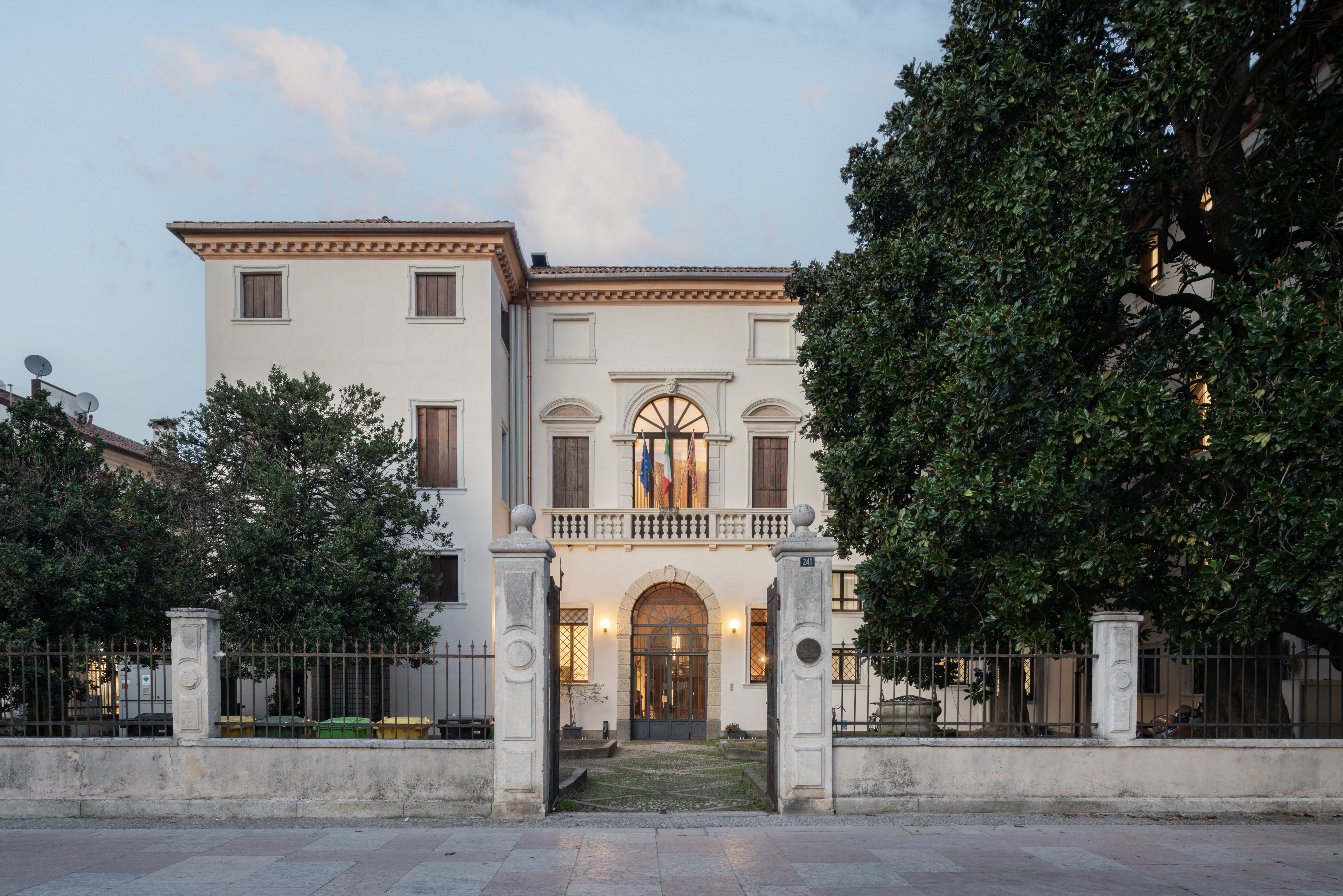
Haupteingang des Konservatoriums von Rovigo

Die Entstehung der Einrichtung geht auf das Jahr 1970 zurück, als der damalige Bildungsminister Riccardo Misasi den Bau eines Konservatoriums in Rovigo, der Hauptstadt von Polesine anordnete. Làszlò Spezzaferri (1912–1989) wurde damit beauftragt, die Eignung des im Stadtzentrum gelegenen Palazzo Venezze aus dem achtzehnten Jahrhundert zu prüfen. Das endgültige Anerkennungsdekret als Konservatorium wurde im Mai 1975 vom italienischen Staatspräsidenten Giovanni Leone erlassen. 
Während des 19. Jahrhunderts wurde das Musikstudium von einer Philharmonischen Gesellschaft durchgeführt, die später in das Civico liceo musicale (1922) umgewandelt wurde und in jenen frühen Jahren von Marino Cremesini (1890–1973) geleitet wurde. Bereits Jahrhunderte zuvor gab es aber in der Stadt eine Gesangsschule (1595), die cappella musicale del Duomo (1664), sowie Gesangsschulen an den Theater Campagnella (1694) und Manfredini (1698) sowie am Teatro Sociale (1819). Das Konservatorium von Rovigo ist im Gegensatz zu fast allen anderen italienischen Musikhochschulen, die bedeutenden Musikern gewidmet sind, nach Francesco Antonio Venezze (1792–1864), einem prominenten Mitglied der gleichnamigen Familie, benannt, der den gesamten architektonischen Komplex, der heute Sitz der akademischen und administrativen Aktivitäten ist, großzügig zur Verfügung stellte.

### Einige musikalische Erinnerungen aus Rovigo
Die Personifizierung der Stadt Rovigo wird in Antonio Vivaldis Kantate RV 688 mit dem Titel Le gare del dovere (1708) aufgegriffen. Adriano Banchieris Pazzia senile (1598) ist in Rovigo angesiedelt. Einer Legende zufolge soll Claudio Monteverdi die Kantate Il rosaio fiorito (1629) für die Geburt des Sohnes von Vito Morosini, Podestà und Hauptmann von Rovigo, komponiert haben. Rovigo war der Geburtsort von Antonio Burlini (1577–1623), Carlo Filago, Lorenzo Barbirolli (1798–1867) und von Francesco Malipiero. Zu Polesine gehörten auch der Verleger Attilio Barion, der Komponist Stefano Gobatti und der Pianist und Komponist Nicolò Celega (1846–06). Der Geiger Giuseppe Torelli (1658–1709) stammte ebenfalls aus einer Familie in Rovigo.

### Historische Veranstaltungsorte und Konzertsäle
Neben dem Palazzo Venezze verfügt das Konservatorium über drei weitere dezentral gelegene Veranstaltungsorte in der Stadt. Der erste befindet sich in der Kirche Sant’Agostino (1588), einem Beispiel der Ferrara-Architektur in Rovigo. Der zweite, im ehemaligen Bischofspalast (1608), beherbergt das Gymnasium Venezze, das mit dem Konservatorium kooperiert, z. B. in Kompositionsunterricht und in Blasmusik, Jazz und Pop-Rock. Schließlich wurde 2009 das Auditorium Marco Tamburini eröffnet, das Räume für Vorträge, Konferenzen und Konzerte beherbergt und gleichzeitig der Hauptsaal des Konservatoriums ist. Im Konzertsaal des Palazzo Venezze befindet sich eine mechanische Mascioni-Orgel mit drei Manualen. Das Konservatorium verfügt über vier Konzertflügel (zwei Steinway & Sons, ein Yamaha und ein Bösendorfer).

## Studenten
Am 31. Oktober 2024 waren 745 Studenten eingeschrieben. Die Herkunft der Studenten ist lokal, interregional und international. Von letzteren kommt ein großer Anteil aus der Volksrepublik China. Bis zum Jahr 2019 haben 1726 Studierende ihr Studium am Konservatorium von Rovigo abgeschlossen.

## Universitäre Infrastruktur

### Bibliothek

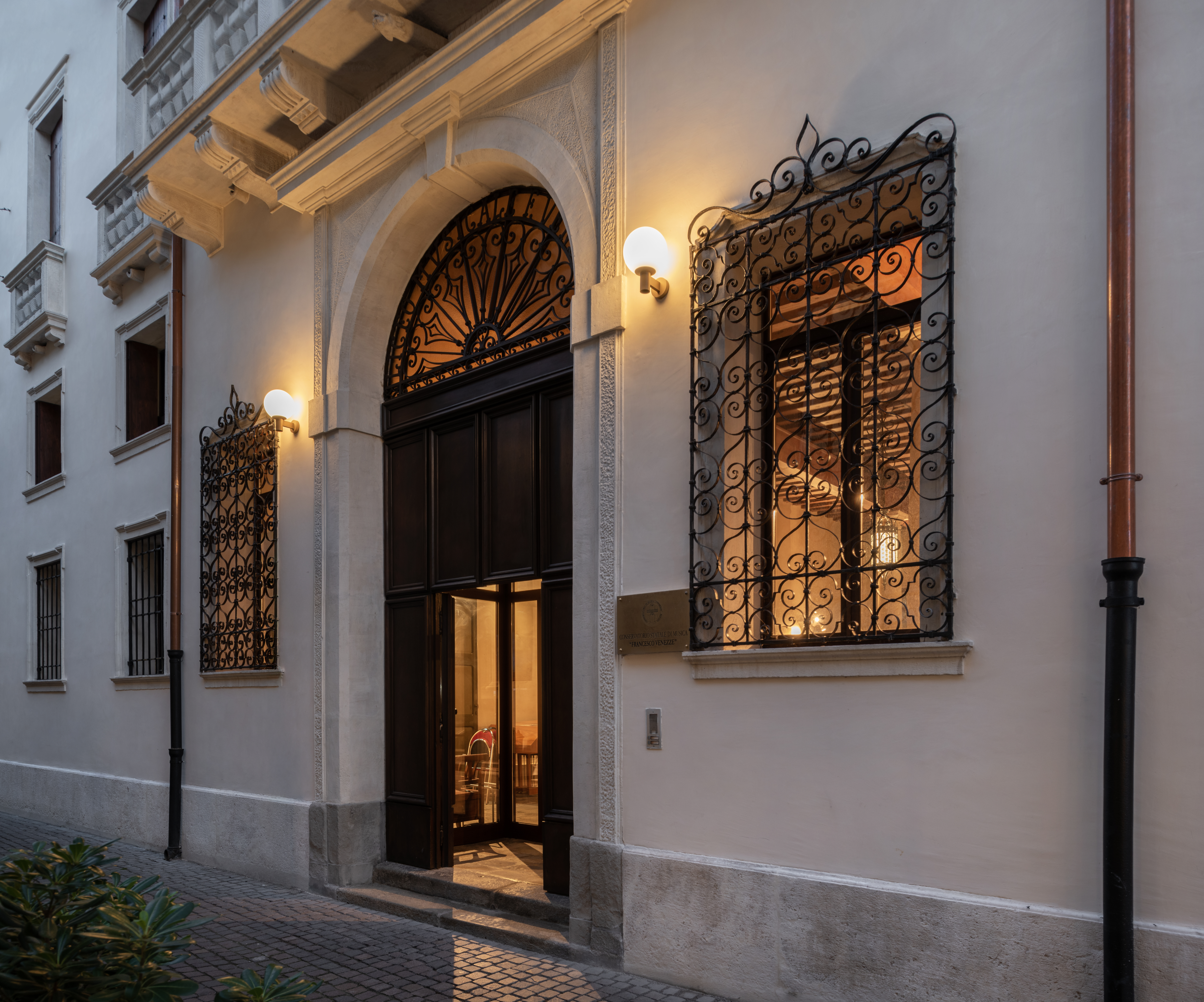
Außenansicht der Bibliothek des Konservatoriums von Rovigo

Die Bibliothek des Konservatoriums umfasst über 30.000 bibliografische Einheiten, die über das nationale SBN Opac konsultiert werden können. Eine digitale Bibliothek ist im Aufbau und wird seit 2024 in einem eigenen Digitalisierungslabor innerhalb der Bibliothek entwickelt. Gegenwärtig verfügt sie bereits über mehr als zweitausend frei durchsuchbare digitale Objekte (Musikhandschriften und -drucke, Autographe, alte und historische Musikliteratur). Die Bibliothek besitzt musikhistorische Sammlungen wie das Archiv des italienischen Dirigenten Fernando Previtali und die Privatbibliothek des österreichischen jüdischen Komponisten Kurt Sonnenfeld. Die Bibliothek enthält eine große Anzahl von Notenrollen, von denen einige zwischen 1920 und 1929 von berühmten Pianisten aufgenommen wurden, darunter Lev Pyšnov (1891–1959), Józef Hofmann, Ignaz Friedman und Artur Rubinstein. Im Laufe des Jahres 2024 wurden zwei Sonderabteilungen eingerichtet: die erste mit dem Namen Porta orientalis besteht aus Hunderten von Exemplaren musikwissenschaftlicher Literatur in chinesischer Sprache, die zweite mit dem Namen Musica perseguitata (Verfolgte Musik) umfasst internationale musikwissenschaftliche Fachliteratur über Musik und Musiker, die durch faschistische Regierungen verfolgt wurden.

### Abteilung für elektronische Musik
Die 1588 von den Einsiedlerpatres der Kongregation des Monte Ortone (Abano) errichtete Augustinuskirche ist ein funktionelles Beispiel für die Wiederverwendung stillgelegter Sakralbauten. Sie dient dem Unterricht für Didaktik elektronischer Musik und Komposition für Musik, die auf Bilder angewandt wird, und eignet sich dank eines bedeutenden Bestands an digitalen und elektronischen Instrumenten sowie eines historischen Gartens auch für Audio- und Videoaufnahmen.

## Forschung und Produktion

### PhDs
Mit dem Dekret Nr. 470 des Ministeriums für Universitäten und Forschung vom 21. Februar 2024 erhielten die Musikhochschulen erstmals Zugang zur Akkreditierung von Promotionsstudiengängen. Am Konservatorium von Rovigo wurden zwei Promotionsstudiengänge eingerichtet (Zyklus XL) mit den Titeln Musica pianistica italiana (Italienische Klaviermusik) und Musica perseguitata e Patrimoni musicali (Verfolgte Musik und musikalisches Erbe). Darüber hinaus wurde in Zusammenarbeit mit dem Conservatorio di Vicenza ein dritter Promotionsstudiengang mit dem Titel Kunst und kulturelles Erbe als praktische Forschungsinstrumente für internationale Forschungsprojekte eingerichtet.
In Zusammenarbeit mit der Universität Padua leitet das Konservatorium außerdem ein Forschungsprojekt im Bereich der Neurowissenschaften für zwei Stipendiaten.

### Musikproduktionen, Wettbewerbe
Das Conservatorio Venezze organisiert Veranstaltungen, Festivals u. a. Die Konzertwerkstatt Musica e Pittura-Musica e Poesia (Musik und Malerei-Musik und Poesie) ist seit 1996 aktiv, mit öffentlichen Veranstaltungen in Rovigo, und wird von Studenten unter der Koordination der Lehrer des Ensemble Music produziert. An den Konzerten, die in den Jahren 1996 bis 2024 stattfanden, nahmen 515 Studenten und 181 Lehrer des Konservatoriums teil.
Seit 2016 wird der nationale Marco-Tamburini-Wettbewerb zu Ehren Marco Tamburinis von der Jazz-Abteilung durchgeführt. Das „Venezze Wind Orchestra Project“ ist seit dem letzten Jahrzehnt aktiv. Während der COVID-19-Pandemie organisierte die Musikhochschule eine Reihe von Online-Vorlesungen, die 2021 veröffentlicht wurden.
Seit 2022 findet der Nationale Gitarrenwettbewerb Paolo Ambroso statt, und seit 2023 das Pop-Rock-Festival, das Kompositionsfestival Dialoghi und das Klavierfestival Rovigo. Darüber hinaus gibt es verschiedene Kooperationen, u. a. mit dem Teatro Sociale. Die Opernproduktion Pigmalione von Giovanni Alberto Ristori (1692–1753) wurde mit dem Premio Abbiati 2024 ausgezeichnet. Im Rahmen des Programms Erasmus+ wurde der Soundtrack für den Film von Teemu Nikki, „Snot & Splash“ (2023), realisiert.

## Orgeln
Die Studienorgel des Konservatoriums wurde 1981 von der Firma Mascioni aus Azzio (VA) gebaut und in einem Saal des Palazzo Venezze aufgestellt. Es handelt sich um eine Erweiterungsorgel mit einer Basis von 73 Bordunpfeifen (ab 8') und 61 Hauptpfeifen (ab 4'). Der Saal beherbergt eine Konzertorgel, die 1983 von der Firma Mascioni gebaut wurde (Opus 1064). Das Instrument hat eine mechanische Transmission, drei Manuale und ein konkav-radiales Pedal mit 32 Tönen.
| I - Manuale Positivo |                       |
| Flauto camino        | 8'                    |
| Corno camoscio       | 4' (Flauto in ottava) |
| Piccolo              | 8'                    |
| Cembalo II           | 8'                    |
| Cromorno             | 8'                    |

| II - Grand'Organo |                 |
| Principale        | 8'              |
| Ottava            | 4'              |
| Decimaquinta      | 2'              |
| Decimanona        | 1' 1/3          |
| Vigesimaseconda   | 1' 2/3          |
| Due di Ripieno    | 2/3 - 1/2       |
| Flauto            | 8'              |
| Sesquialtera      | 2' 2/3 - 1' 3/5 |
| Tromba            | 8'              |

| III - Recitativo Espressivo |        |
| Principale                  | 8'     |
| Ripieno 5 file              | 2'     |
| Flauto armonico             | 8'     |
| Flauto traverso             | 8'     |
| Flauto ottavante            | 4'     |
| Nazardo                     | 2' 2/3 |
| Ottavino                    | 2'     |
| Terza                       | 1' 3/5 |
| Fagotto                     | 16'    |
| Oboe                        | 8'     |
| Voce umana                  | 8'     |
| Tremolo                     |        |

| Pedale             |     |
| Principale tappato | 16' |
| Principale         | 8'  |
| Bordone            | 8'  |
| Corno Camoscio     | 4'  |
| Flauto             | 2'  |
| Controfagotto      | 16' |
| Fagotto            | 4'  |

## Veranstaltung

### Abteilungen
Das Konservatorium ist in die folgenden Abteilungen unterteilt:
- Gesang
- Didaktik
- Jazz
- Pop-Rock
- Elektronische Musik und Filmmusik
- Streich- und Saiteninstrumente
- Blasinstrumente
- Tasteninstrumente und Schlaginstrumente
- Theorie und Analyse; Komposition und Dirigieren
- Alte Musik
- Musikwissenschaft
- Ensemblemusik

### Direktoren
- Làszlò Spezzaferri (1970–1974, Direktor des Konservatoriums von Verona)
- Riccardo Castagnone (1974–1976, Direktor des Konservatoriums von Parma)
- Gian Franco Piva (1976–1977)
- Bianca Maria Furgeri (1977–1979)
- Angelo Bellisario (1978–1979)
- Domenico Serantoni (1979–1980)
- Valeria Baruchello Laganà (1980–1981; 1983–1996)
- Efrem Casagrande (1981–1982)
- Luigi Andrea Gigante (1982–1983)
- Massimo Contiero (1996–2004)
- Luca Paccagnella (2004–2010)
- Vincenzo Soravia (2010–2016; 2021–2024)
- Giuseppe Fagnocchi (2016–2019)

## Andere Projekte
- Kooperationsprojekt mit dem Verlag Universal in Wien
- Nationale Ausgabe der musikalischen Werke von Giuseppe Tartini in Zusammenarbeit mit Bärenreiter